# Jastrebarsko
Jastrebarsko je grad u središnjoj Hrvatskoj koji se nalazi na pola puta između Zagreba i Karlovca. Popularno se naziva i Jaska pa su stanovnici Jaskanci i Jaskanke ili Jastrebarci, Jastrebarke odnosno po Vatroslavu Rožiću Jastrebarščani. Ovaj kraj je najznačajnije vinogradarsko područje središnje Hrvatske, a istovremeno i značajno gospodarsko, obrtničko i turističko središte.

## Ime
U izvorima na njemačkom jeziku naziva se Jaska, na mađarskom Jasztrebarszka.

## Gradska naselja
Jastrebarsko se sastoji od 60 gradskih naselja, to su: 
Belčići, 
Brebrovac, 
Brezari, 
Breznik Plešivički, 
Bukovac Svetojanski, 
Celine, 
Crna Mlaka, 
Cvetković, 
Čabdin, 
Čeglje, 
Črnilovec, 
Dolanjski Jarak, 
Domagović, 
Donja Reka, 
Donji Desinec, 
Draga Svetojanska, 
Dragovanščak, 
Goljak, 
Gorica Svetojanska, 
Gornja Kupčina, 
Gornja Reka, 
Gornji Desinec, 
Grabarak, 
Gračac Slavetićki, 
Guci Draganički, 
Hrastje Plešivičko, 
Hrašća, 
Ivančići, 
Izimje, 
Jastrebarsko, 
Jurjevčani, 
Kupeć Dol, 
Lanišće, 
Lokošin Dol, 
Malunje, 
Miladini, 
Novaki Petrovinski, 
Orešje Okićko, 
Paljugi, 
Pavlovčani, 
Pesak, 
Petrovina, 
Plešivica, 
Prhoć, 
Prilipje, 
Prodin Dol, 
Rastoki, 
Redovje, 
Slavetić, 
Srednjak, 
Stankovo, 
Špigelski Breg, 
Tihočaj, 
Toplice, 
Vlaškovec, 
Volavje, 
Vranov Dol, 
Vukšin Šipak i 
Zdihovo.

## Zemljopis
Jastrebarsko je grad smješten 30-ak kilometara jugozapadno od Zagreba i 20-ak kilometara sjeveroistočno od Karlovca. Grad se nalazi u Zagrebačkoj županiji, a područje Jastrebarskog prostire se na 229 km2. Ovaj kraj čine tri različite prirodne cjeline. Na sjeveru je vapnenačko-dolomitni masiv Žumberačke gore, na koji se naslanja plodno, vinorodno Prigorje, a prema jugoistoku, sve do rijeke Kupe prostire se Pokuplje, s ornitološkim rezervatom Crna Mlaka. Sa susjednim, samoborskim područjem jaskanski je kraj povezan cestama koje vode iz Jastrebarskog preko Plešivice, te iz Kostanjevca preko Žumberka. Na jugoistoku se nadovezuje velikogoričko područje. Grad je izvrsno prometno povezan jer leži uz autocestu Zagreb – Karlovac, zatim na regionalnoj cestovnoj prometnici te uz željezničku prugu, a prometnoj povezanosti pogoduje i blizina zračne i morske luke.

## Stanovništvo
Na području grada je 60 naselja koja nastanjuje preko 17.000 stanovnika, dok u samom gradskom središtu živi oko 6000 stanovnika. Po popisu iz 2001. godine u gradu je živjelo 16.689 stanovnika.
| broj stanovnika | 12134 | 13592 | 14377 | 15793 | 15654 | 15956 | 15261 | 16284 | 16763 | 18190 | 18184 | 18056 | 17441 | 17895 | 16689 | 15866 | 14562 |
|                 | 1857. | 1869. | 1880. | 1890. | 1900. | 1910. | 1921. | 1931. | 1948. | 1953. | 1961. | 1971. | 1981. | 1991. | 2001. | 2011. | 2021. |

| broj stanovnika | 1042  | 1278  | 1482  | 1518  | 1449  | 1565  | 1497  | 1500  | 1541  | 2434  | 2927  | 3771  | 4762  | 5380  | 5419  | 5493  | 5312  |
|                 | 1857. | 1869. | 1880. | 1890. | 1900. | 1910. | 1921. | 1931. | 1948. | 1953. | 1961. | 1971. | 1981. | 1991. | 2001. | 2011. | 2021. |

## Uprava
Gradsku upravu čine:
- Gradonačelnik Grada je Zvonimir Novosel.
- Zamjenici gradonačelnika: Nikolina Ribarić.
- Gradsko vijeće
- Predsjednik Gradskog vijeća je Leon Bastašić
- Upravni odjeli:
  - Ured gradonačelnika
  - UO za financije
  - UO za društvene djelatnosti
  - UO za gospodarstvo
  - UO za stambeno-komunalne poslove, prostorno uređenje, zaštitu okoliša i geodetske poslove
  - Gradska služba

## Povijest
Jastrebarsko se prvi put spominje 1249. u ispravi bana Stjepana,kao središte trgovine i suda, a 1257. kralj Bela IV. dodijelio mu je status slobodnog kraljevskog trgovišta. Jastrebarsko je kao trgovište 1257. dobilo i grb koji koristi i danas – u plavom, na desno okrenuti jastreb prirodne boje. Od 1519. do 1848. na život grada presudno su utjecali članovi vlastelinske obitelji Erdödy. Mirom u Schönbrunnu 1809. hrvatski krajevi južno od Save uključeni su u Ilirske pokrajine, tako da su jastrebarsko vlastelinstvo i trgovište došli pod francusku vlast, a Francuzi su se povukli u ljeto 1813. Feudalno razdoblje u povijesti jastrebarskog trgovišta i vlastelinstva završio je 1848. godine, te su jastrebarski građani formirali narodnu stražu i razvili narodne zastave. Jastrebarsko se intenzivnije razvilo u drugoj polovici 19. stoljeća, a razvoju grada i cijelog kraja znatno je pridonijela izgradnja željezničke pruge od Zagreba do Karlovca (1865.). Tada dolazi do snažnog procvata kulturnih, društvenih i športskih djelatnosti. Za vrijeme Drugog svjetskog rata u blizini ovog grada nalazio se istoimeni koncentracioni logor za djecu pod upravom vlasti NDH. Kao dan grada slavi se 13. studenog, kad je 1991. JNA napustila grad. Grad Jastrebarsko je dobio ime po jastrebarima.

## Gospodarstvo
Gospodarstvo grada Jastrebarskog najviše se temelji na poljodjelstvu, vinogradarstvu i vinarstvu, ribarstvu, drvnoj industriji, te, dakako, turizmu. Jastrebarsko i njegova okolica omiljeno su izletište, gdje turiste privlače prekrasni krajolici, prirodni rezervati, kulturno-povijesni spomenici, znamenita vina jaskanskih vinara i gurmanski specjaliteti.
Jaskanski je kraj od davnina uglavnom poljoprivredni kraj. U drugoj polovici 20. stoljeća dolazi do industrijalizacije s pretežito malim i srednjim poduzećima kojih je prema posljednjim podacima oko 280. Najrazvijenija je drvna industrija koja zapošljava najviše radne snage i najveći je izvoznik. Drvoproizvod, Palma i Drvna industrija Rubinić zajedno zapošljavaju gotovo 400 ljudi. Dva važna pogona, punionicu svjetski poznate prirodne izvorske vode Jana te punionicu sokova Juicy, u Jastrebarskom ima Jamnica koja posluje u sklopu koncerna Agrokor. U sklopu Agrokora nalazi se i najveća jaskanska vinarska tvrtka Mladina, koja se posljednjih godina okitila vrijednim domaćim i svjetskim priznanjima[kojim?] za svoja kvalitetna i vrhunska vina.
Gospodarska zona Jalševac u Jastrebarskom jedna je od najatraktivnijih poduzetničkih zona u Hrvatskoj. Smještena je na pravcu paneuropskog prometnog koridora 5B, neposredno uz autocestu Rijeka – Zagreb – Budimpešta i željezničku prugu Zagreb – Rijeka. Gospodarski subjekti u poslovnoj zoni Jalševac su: Krka, Podatkovni centar DataCross, Lidl, Elektropromet, Drvoproizvod, Velinac, Pavušin, Signoplast, Kongresni centar Princess, Bob's, Ciban prodajno izložbeni prostor, Tifon, Pa-vin, Dizalice Banković, Magma.
Plešivićka vinska cesta otvorena je 2001. godine i dio je specifične turističke ponude Grada Jastrebarskog. Vinska cesta je poseban oblik prodaje poljoprivrednih, ugostiteljskih i turističkih proizvoda jednog vinorodnog područja na kojem seljačka gospodarstva (obiteljska poljoprivredna gospodarstva) i ostale pravne i fizičke osobe nude svoje proizvode, posebice vino i rakije iz vlastite proizvodnje te ostale seljačke specijalitete. Plešivićka vinska cesta sastoji se od tridesetak vinarskih gospodarstava s kušaonicama za posjetitelje i goste: Josip Braje, Franjo Gregorić, Tomislav Haramija, Miroslav Ivančić, Velimir Jagunić, Stjepan Kolarić, Velimir Korak, Gospodarstvo Kurtalj, Petar Lukina, Vladimir Majcenović, Mladina d.d., Prva Plešivičko – Okićka Vinogradarska Zadruga, Dragutin Režek, Krešimir Režek, Zdravko Režek, Davor Sirovica, Franjo Stanišić, Zdenko Šember, Zvonimir Tomac, PZ Plešivica, Josip Lacković, Darko Španić, Vinska kuća Jana, Restoran Ivančić, Branko Pušćak, Robert Braje, Dvorska vina Šoškić, Ljubomir Kunović itd.
Tradicionalna turističko-gospodarska manifestacija „Jaskanske vinske svečanosti“ već gotovo dva desetljeća svake jeseni promovira vina i vinare ovoga kraja te najavljuje novu berbu. Događanja pod šatorom na jaskanskom Sajmištu počinju tradicionalnom povorkom od Strossmayerovog trga do šatora gdje se vatrometom obilježava otvaranje svečanosti. Događaj obuhvaća bogat kulturno-umjetnički program tijekom dana, degustacijsko-prodajna izložba vina uz kulinarsku ponudu te zabavne večernje sadržaje. U posljednjih nekoliko godina manifestacija je obogaćena Dionizovim večerima koje se održavaju na gospodarstvima vinara Plešivičke vinske ceste uz prigodan kulturno-zabavni program i nastupe renomiranih imena hrvatske glazbene scene. Osim događanja na Plešivičkoj vinskoj cesti i u šatoru na Sajmištu, Jaskanske vinske svečanosti upotpunjuju i otvaranja izložbi na temu vina, konjički i biciklistički maratoni Plešivičkom vinskom cestom, teniski turnir i mnoga druga događanja. Jaskanske vinske svečanosti su i tradicionalno mjesto predstavljanja kandidatkinja za Vinsku kraljicu Zagrebačke županije.
2012. je godine [kad?] ugledni časopis Financial Times Jastrebarsko je svrstao na zavidno sedmo mjesto ljestvice najuspješnijih gradova Južne Europe zbog uspješnosti u promoviranju strategije za privlačenje izravnih stranih investicija.[nedostaje izvor]

## Poznate osobe
- Ljubo Babić (1890. – 1974.), slikar, scenograf, književnik, povjesničar umjestnosti, kritičar i likovni pedagog, rođen u Jastrebarskom gdje je imao i prvi atelje
- Vladko Maček (1879. – 1964.), vođa hrvatskog naroda i predsjednik Hrvatske seljačke stranke, zaslužni političar i mirotvorac, rođen u Jastrebarskom, živio na svom imanju u Kupincu
- Franjo Kuharić (1919. – 2002.), kardinal, rođen u prigorskom selu Gornjem Pribiću u Općini Krašić
- Nino Škrabe, dramaturg, osnivač i voditelj Gradskog kazališta Jastrebarsko
- Tomaš Mikloušić (1767. – 1833.), dramaturg, pisac, prevodilac, gramatičar, nakladnik, bibliofil, rođen i umro u Jastrebarskom
- Vatroslav Rožić, jezikoslovac rođen u Prodin Dolu
- Ivana Brlić-Mažuranić (1874. – 1938.), književnica, kao dijete živjela u Jastrebarskom
- Josip Restek (1915. – 1987.), likovni umjetnik i pedagog, rođen u Volavju
- Stjepan Bakšić (1889. – 1963.), teolog, stručnjak za dogmatiku, rođen u Cvetkoviću
- Branimir Bratanić (1910. – 1986.), etnolog, rođen u Jastrebarskom
- Drago Gervais (1904. – 1957.), pjesnik, kao dijete živio u Jastrebarskom
- Antun Bauer (1856. – 1937.), zagrebački nadbiskup, veliki zaštitnik hrvatskog naroda za vrijeme Aleksandrove diktature, polazio školu u Jastrebarskom
- Martin Borković (1597. – 1697.), pavlin, misionar, zagrebački biskup, utemeljitelj sirotišta, rođen u Domagoviću
- Vladimir Vlaisavljević (1900. – 1943.), pjesnik, rođen i umro u Jastrebarskom. Pjesme mu se nalaze u nekoliko atologija.
- Rafael Levaković (1590. – 1653.), povjesničar, diplomat, ohridski nadbiskup, rođen u Jastrebarskom
- Dragutin Nežić (1908. – 1995.), istarski biskup, rođen u Donjoj Reki pokraj Jastrebarskog
- Josip Lang (1857. – 1924.), biskup i Sluga Božji, živio u Novakima, polazio školu u Jastrebarskom
- David Starčević (1840. – 1906.), političar i rodoljub, dulje vrijeme živjio i djelovao kao odvjetnik u Jastrebarskom
- Benedikt Vinković (1581. – 1642.), doktor filozofije, teologije i crkvenog prava, pečujski i zagrebački biskup, rođen u Jastrebarskom
- Branimir Štulić (* 1953.), rock glazbenik iz generacije zagrebačkog novog vala, osnivač grupe Azra, polazio školu u Jastrebarskom
- Ivan Volarić Zak (* 1979.), pop-glazbenik, kantautor i poduzetnik
- Davorin Štetner (1981.), hrvatski poduzetnik i investitor
- Mihael Zmajlović (1978.), hrvatski političar, zastupnik u Hrvatskom saboru, ministar zaštite okoliša
- Zlatko Rendulić (1920. – 2021.), testni vojni pilot, inženjer i general-pukovnik zrakoplovstva Jugoslavije.

## Spomenici i znamenitosti
U Jastrebarskom se od znamenitosti može vidjeti 
- dvorac Erdödy i park oko dvorca s ribnjakom
- župna crkva sv. Nikole biskupa
- franjevački samostan i crkva Blažene Djevice Marije
- kapela svetog Duha
- grkokatolička crkva Preobraženja Gospodnjeg[6]
- Napoleonova bolnica
- crkva sv. Duha
- zgrada ljekarne

Znamenitosti gradske okolice:
- župna crkva Sv. Petra u Petrovini
- Proštenjarska kapela Marije Snježne u Volavju
- dvorac Oršića i župna crkva svetog Antuna Pustinjaka u Slavetiću
- župna crkva Svete Ane u Gorici Svetojanskoj
- župna crkva svetog Jurja i kapela svetog Franje Ksaverskog u Plešivici
- župna crkva svetog Ivana Krstitelja u Gornjem Desincu
- kapela svetog Pavla u Pavlovčanima
- pozlaćeni oltar kapele svete Katarine u Domagoviću
- kapela svetog Emerika u Cvetkoviću
- dvorac Zwilling (Ribograd) u Crnoj Mlaki

## Obrazovanje
- Srednja škola Jastrebarsko – uz opću gimnaziju školuje učenike za zanimanja ekonomist, trgovac, automehaničar, autoelektričar i vodo/plinoinstalater.
- Osnovna škola Ljubo Babić – jedina osnovna škola u Jastrebarskom. U sklopu škole nalazi se športska dvorana koja je izgrađena za potrebe Univerzijade 1987. godine.
- Glazbena škola Jastrebarsko – osnovana 2002. godine, sudjeluje na regionalnim, državnim i međunarodnim natjecanjima u raznim instrumentima, od klavira, trube, klarineta, violine i ostalih glazbenih instrumenata.
- Dječji vrtić Radost, Jastrebarsko – osnovan 1975. godine, jedina javna ustanova koja obavlja djelatnost predškolskog odgoja u Jastrebarskom. Predškolski odgoj obuhvaća programe odgoja, naobrazbe, zdravstvene zaštite, prehrane i socijalne skrbi.

## Kultura
- Gradski muzej i galerija – smješteni su u reprezentativno preuređenoj zgradi stare gradske vijećnice, građenoj 1826. U muzeju se čuvaju arheološka, kulturno-povijesna i etnografska baština jastrebarskog kraja. Ovdje je izložena i glasovita bula – povelja kralja Bele IV. U galerijskom prostoru redovno se priređuju izložbe hrvatskih umjetnika.
- Centar za kulturu – nastao je 1995. godine. Tu se organiziraju kazališna gostovanja za djecu i odrasle, koncerti klasične i umjetnički vrijedne glazbe, jezična poduka djece i odraslih, dodatno obrazovanje odraslih, glazbeno-plesno obrazovanje, informatički tečajevi itd.
- Gradsko kazalište Jastrebarsko (www.gkj.hr)- djeluje preko 40 godina. Sastoji se od dva ansambla, Dramske družine Tomaš Mikloušić koja okuplja odrasle članove i Dramske družine Ivana Brlić-Mažuranić koja okuplja djecu tj. učenike osnovne i srednje škole. U kazalištu je odigrano više od 40 naslova hrvatskih i stranih autora.
- Narodna knjižnica i čitaonica Jastrebarsko – ima oko 1500 članova kojima je na raspolaganju preko 30000 knjiga.

## Mediji
- Radio Jaska – emitira na 93,8 MHz pokriva šire područje grada, grad Karlovac, dio Zagreba, Plitvice, a čuje se i u Bihaću. Emitira od 1966. godine, a od 2008. godine i na Internetu.
- Jaskanski portal Jaska.eu – "tu i tamo" (www.jaska.eu) – portal s novostima na području Grada Jastrebarskog, Krašića, Klinča Sela i Pisarovine.
- Jaskanski portal i novine  „jaska.hr“ (www.jaska.com.hr)- portal grada Jastrebarskog
- Besplatne novine „jaska.hr“ izlaze mjesečno i prate sva društvena i politička događanja na području grada Jastrebarskog.
- Besplatne novine i portal Jaska danas (www.jaskadanas.hr)
- Novosti i događaji u Jastrebarskom mogu se pratiti i na sljedećim internetskim stranicama: www.jastrebarsko.hr, www.tzgj.hr, www.czk-jastrebarsko.hr, www.radost-jaska.hr

## Šport
- Aero klub Jastreb
- Autocross klub Jaska
- Atletski klub JASTREB
- DBŠ Jastreb
- Hrvatsko planinarsko društvo "Jastrebarsko"
- Judo klub Jastrebarsko
- Karate klub Jastreb
- Klub koturaša Jastrebarsko
- Klub jedrenje n/d ALADIN
- KK Jastreb
- Svetojanske mažoretkinje
- Motocross klub Jaska
- MNK Čeglji
- MNK Domagović
- MNK Slavetić
- MNK Jastreb
- MNK Prigorac
- NK Cvetković
- NK Domagović
- NK Sveta Jana
- NK Vinogradar
- NK Desinec
- NK Jaska Vinogradar Jastrebarsko
- NK Jaska Jastrebarsko
- NJ Jaska
- ŽNK Jaska
- Orijentacijski klub Jelen
- RK Jaska
- RŠK Jastrebarsko
- STK Jaska
- Sanjkaški klub Plešivica
- Stolnoteniski klub Jaska
- Streljaški klub Jastreb
- Sp.klub s/l GRUNFOVI
- Skijaški klub "Jaska"
- Škola nogometa NK Jaska
- ŠŠK Jastreb OŠ
- Šahovski klub Jaska
- ŠRD Jastrebarsko
- Športsko rekreacijsko društvo VITEZOVI
- Teniski klub Jaska
- Tenis klub Jastrebarsko
- ŽMNK Domagović
- 1. hrvatski četverocikl klub Jaska

Od 1999. održava se polumaraton poznat pod dva imena Polumaraton Jaska, odnosno Jaskanski polumaraton.
Na motocross stazi "Mladina" povremeno se održavaju utrke FIM Svjetskog prvenstva u motokrosu, pod nazivom FIM Croatian Motocross Grand Prix.

## Udruge i društva
Vatrogasna zajednica grada Jastrebarsko sastoji se od 27 DVD-a:
- DVD Jastrebarsko (www.dvd-jastrebarsko.hr)
- DVD Miladini
- DVD Zdihovo
- DVD Gornji Desinec(www.dvd-gornji-desinec.hr)
- DVD Malunje
- DVD Domagović
- DVD Donji Desinec
- DVD Gornje Izimje
- DVD Črnilovac
- DVD Stankovo
- DVD Plešivica
- DVD Donje Izimje
- DVD Petrovina(www.dvd-petrovina.hr)
- DVD Gornja Reka
- DVD Vukšin Šipak
- DVD Sveta Jana
- DVD Vranovdol
- DVD Čeglji
- DVD Dragovanjšćak
- DVD Cvetković
- DVD Belčići
- DVD Guci
- DVD Volavje
- DVD Čabdin
- DVD Novaki
- DVD Drvoproizvod (u gospodarstvu)
- DVD Palma(u gospodarstvu)

U sklopu dobrovoljnih vatrogasnih društava djeluju i puhački orkestri: Puhački orkestar DVD-a Gornji Desinec, Puhački orkestar DVD-a Domagović, Puhački orkestar DVD-a Plešivica, Puhački orkestar DVD-a Stankovo, Puhački orkestar DVD-a Cvetković, Puhački orkestar DVD-a Petrovina.
Kulturno umjetničke udruge: KUD Sveta Jana, KUD Cvijet iz Cvetkovića, KUD Desinec, KUD Okićka trešnja iz Stankova, KUD Lipa iz Slavetića, Vokalni ansambl Gouriena i Svetojanske mažoretkinje.
Ostale udruge:
Udruga „Dolčevita“ – udruga za promicanje kvalitete življenja koja se bavi organiziranjem radionica, izložbi, manifestacija, izradom projekata kulturnih, ekoloških, etnoloških i zabavnih karakteristika.
Udruga „Iva“ – udruga koja se bavi humanitarnim radom i cijele godine obilazi potrebite štićenike, te za njih prikuplja lijekove, namirnice, novac i ostalo. Udruga organizira tradicionalni humanitarni bal na kojem se prodajom tombole prikuplja novac za štićenike udruge.
Dijabetičko društvo Jastrebarsko – humanitarna neprofitna organizacija koja okuplja osobe sa šećernom bolesti, pruža edukaciju o prehrani, nabavci ortopedskih pomagala, fizioterapiji te obavlja mjerenja šećera u krvi za članove, zatim organizira susrete, predavanja i vrši informiranje članova o aktivnostima u gradu i općinama na kojima djeluje.
Udruga „Zelena livada“ – udruga tradicionalno jednom godišnje organizira manifestaciju pod istim nazivom „Zelena livada“, gdje se svi stanovnici jaskanskog kraja imaju priliku okušati u pučko-pastirskim igrama poput gađanja lukom i strijelom, guranja drvenih kola kroz šumu, bacanja štapa u dalj rukom i nogom, hodanja na štulama, prasićkanja, kozanja, potezanja konopa i drugo.
Svetojanske mažoretkinje nastupaju na manifestacijama za grad

## Unutarnje poveznice
- Kulturno-povijesna urbanistička cjelina Jastrebarsko, zaštićeno kulturno dobro

## Vanjske poveznice
- Službene stranice